# 아솔로
아솔로(Assolo, 사르데냐어: Assolu)는 이탈리아 사르데냐 주 오리스타노도에 있는 코무네로, 칼리아리 북쪽 약 70 킬로미터 (43 mi), 오리스타노 남동쪽 약 30 킬로미터 (19 mi) 지점에 위치한다. 2004년 12월 31일 기준으로 인구는 479명이고 면적은 16.3 제곱킬로미터 (6.3 mi2)이다.
아솔로는 다음 코무네와 접한다: 알바지아라, 제노니, 누레치, 세니스, 빌라 산탄토니오.